# 駿台法律経済ビジネスカレッジ
駿台法律経済ビジネスカレッジ（すんだいほうりつけいざいビジネスカレッジ）は、 駿台予備学校と同じ駿台グループに属する 法律及び経済に関する知識とその運用に係わる実務知識について専門教育を行う専修学校。運営は学校法人駿河台学園。1999年に設立。

## 沿革
- 1999年- 駿台法律経済専門学校として開校。別科・宅建講座を設置。
- 2001年- 別科・警察官短期集中講座、別科・マンション管理士講座を設置
- 2003年- 別科・法科大学院試験対策講座を設置
- 2005年- 独立行政法人 雇用・能力開発機構受託 IT・流通販売マネジメント養成科開講
- 2006年- 千代田区神田駿河台から千代田区神田小川町へ移転
- 2014年- 駿台法律経済アンドビジネス専門学校に校名変更
- 2025年- 駿台法律経済ビジネスカレッジに校名変更

## 学科等
- 法律経済学科
  - 公務員受験コース
  - 大学編入・短大併修コース（経済・経営・商学部系）
  - 経営ビジネス系大学進学・編入コース（留学生対象）
- 法律実務学科
  - 行政書士・宅建士資格取得コース
  - 不動産ビジネス就職コース
  - 法務事務・法務秘書コース
  - 大学編入・法律資格コース（法・政治学部系）
  - 国際経営ビジネスコース（留学生対象）

## 基礎データ

### 所在地
- 東京都千代田区神田小川町3-28

### 交通アクセス
- JR中央・総武線　御茶ノ水駅（聖橋口）徒歩6分
- 都営新宿線　小川町駅（B5出口）徒歩2分
- 東京メトロ千代田線　新御茶ノ水駅（B3b・B5出口）徒歩2分
- 東京メトロ丸ノ内線　淡路町駅（A5出口）徒歩5分、（A3出口）徒歩6分
- 都営三田線　神保町駅（A5出口）徒歩9分
- 東京メトロ半蔵門線　神保町駅（A5出口）徒歩9分